# بیچ استریت (جرج تاون)
بیچ استریت (انگلیسی: Beach Street, George Town) یک خیابان مهم و بخشی از منطقه تجاری مرکزی در شهر جرج تاون، ایالت پنانگ، مالزی است. هم چنین یکی از قدیمی‌ترین خیابان‌ها در پنانگ است، که اندکی پس از تأسیس پنانگ توسط کاپیتان فرانسیس لایت در سال ۱۷۸۶، ایجاد شد.
عیار افزایی بانک‌های مالزیایی و بین‌المللی پیرامون بیچ استریت، جرج تاون را به قطب مالی شمال مالزی تبدیل کرده‌است. اضافه براین، به لطف معماری استعماری ادارات مرکزی بانک و دیگر ساختمان‌های تجاری که در امتداد خیابان قرار دارند، بیچ استریت در سایت میراث جهانی یونسکو قرار گرفته‌است. همین‌طور در یک دورانی، ساختمان‌های اداری که توسط بریتانیا ساخته شده بودند در امتداد بیچ استریت قرار داشتند، اگرچه این ساختمان‌ها در طی جنگ جهانی دوم از بین رفتند.